# Publika TV
Publika TV —  молдовський телеканал. Заснований 7 квітня 2010 року. Третій за величиною аудиторії новинний канал в країні. Телеканал також здійснює мовлення в  невизнаному Придністров'ї в мережі IPTV. За твердженнями, є одним з двох телевізійних молдовських каналів, які ведуть мовлення в цьому регіоні.